# 隐迹渐现
《隱跡漸現》是一款2022年推出的冒險角色扮演遊戲，由黑曜石娛樂開發並由Xbox遊戲工作室發行。本作在2022年11月15日於Windows、Xbox One和Xbox Series X/S平台發布。2023年5月的更新加入了日语、簡體中文、韓語等多语言的支持。2024年2月22日於PlayStation 5、PlayStation 4和任天堂Switch平台发售。這款遊戲在發行時獲得了普遍的好評。
《隱跡漸現》的故事設定在中世紀晚期的上巴伐利亞小鎮塔興，玩家將扮演手抄本插畫大師安德里亞斯·梅勒爾，體驗小鎮中的人際往來、鄉村風情以及隱藏在平靜生活下的殺人陰謀。玩家將跟隨主角的視角，逐步發掘塔興過去的歷史，探索可怕的秘密；身陷複雜的道德困境，收集線索、了結一樁可能無法找到真兇的殺人命案；見證歷史的發展與各種各樣令人心碎的個人悲劇。

## 遊戲玩法
《隱跡漸現》是一款從2D角度進行的敘事冒險角色扮演遊戲。玩家將控制來自紐倫堡的見習藝術家安德里亞斯·梅勒爾，他在上巴伐利亞捲入了一系列的謀殺案之中。故事設定在16世紀的虛構阿爾卑斯小鎮塔興和附近的基耶紹修道院，故事跨越25年時間。
玩家的任務是調查一些知名人士的謀殺案，這些人物因各種原因被其他鎮民指控為嫌疑人。玩家在收集各種實際證據和從鎮民那裡獲取信息後，可以指出誰是犯人或誰最應該受到懲罰。遊戲過程中玩家在處理主要謀殺案的同時還發生其他犯罪事件和更深的陰謀，並在過程中會逐漸深入了解當地的歷史背景。在整個遊戲過程中，玩家還可以通過對話樹選擇來定義安德里亞斯的個人歷史，包括他之前的旅行、語言技能和學術背景，這些都可能影響謎團最終的結果。

## 故事劇情
在1518年，安德里亞斯·梅勒爾在塔興附近的基耶紹修道院擔任泥金裝飾手抄本插圖的美術學徒。羅倫茲·羅斯沃格爾男爵是佛萊辛親王主教的朋友，也是基耶紹修道院的長期捐助者，他來訪是為了檢查自己委託的手抄本插圖。男爵十分不滿意年邁的插圖師皮耶羅修士的過於推延的工作進度，他堅持表明要改讓安德里亞斯完成剩餘的插圖。次日，男爵被發現時已遭刺死。修道院院長格爾諾特擔心這場謀殺案會損害基耶紹修道院的名譽並導致其解散，於是他指控皮耶羅犯下了這個罪行並將其拘留，直到會吏長前來進行調查。然而，安德里亞斯相信皮耶羅是無辜的，於是開始了自己的調查。他很快發現了幾個鎮民有理由謀殺男爵，且每個人都收到了一張寫著能煽動他們攻擊男爵的神秘便條紙。安德里亞斯將他的證據呈現給會吏長，最終審判後其中一名嫌疑人被處決。
在1525年，安德里亞斯返回塔興，發現小鎮鎮民的思想受到了《十二條款》的啟發，而對修道院院長課重稅這點不滿的鎮民正在起義的邊緣。起義的領袖奧托被人發現遭到殺害，鎮民們指控院長謀殺並威脅要攻佔修道院。安德里亞斯再次調查這起罪行，發現幾個鎮民在七年前收到了同樣類型的神秘便條紙，這些便條都試圖煽動他們殺害奧托。他指控了一名嫌疑人，該嫌疑人逃進了風車磨坊內，但還是被當鎮民群體激憤的放火燒死。隨後民怨停不下來，鎮民們放火燒毀了修道院及在內的圖書館；安德里亞斯衝入火海試圖救出書籍，就這麼消失在了火海之中。巴伐利亞公爵的士兵抵達以恢復秩序，暴動事件後殺死了許多的鎮民。
在1545年，玩家扮演一位年輕地印刷工兼職藝術家的瑪格達琳。鎮議會聘請她的父親克勞斯繪製一幅描繪塔興歷史的壁畫，但克勞斯遭到不明人士的襲擊，被打傷後臥床不起。瑪格達琳接替了他的工作，開始拼湊這個小鎮有爭議的過去。她在鎮上的教堂下發現了一座神廟，並發現鎮上的某人是這一系列事件的幕後主謀。

## 開發過程
遊戲開發者喬許·索耶擁有勞倫斯大學歷史學位並研究過神聖羅馬帝國，長期以來一直希望製作一款歷史遊戲。他最初在1990年代向Feargus Urquhart提出了後來成為《隱跡漸現》的遊戲構想，當時他們在黑島工作室共事。他受到1992年MicroProse發行的角色扮演遊戲《Darklands》的啟發，該遊戲將中世紀與超自然主題結合在一起。Urquhart認為這款遊戲除了歷史愛好者外沒什麼吸引力，因此該項目未能實現。多年後，當兩人在黑曜石娛樂重聚時，索耶在2018年《永恆之柱2：死亡之火》發行後重啟了這一項目。他將遊戲重新定義為一款具有神秘元素的敘事冒險遊戲，遊戲玩法類似於《林中之夜》、《Mutazione》和《Oxenfree》。Urquhart接受了這一提案，並根據此遊戲為小眾市場而組建了一個小型開發團隊。最初由索耶和藝術總監Hannah Kennedy兩人組成了團隊；後來團隊擴展到13人。
索耶選擇將遊戲背景設定在16世紀，這是一個巨大動蕩的時代，見證了宗教改革的開始、德意志農民戰爭的爆發和哥白尼日心說的興起。他引用安伯托·艾可的《玫瑰的名字》作為《隱跡漸現》時代背景設定的主要靈感來源，該書也是在修道院內發生的故事。安德里亞斯·梅勒爾這一角色部分受到也來自紐倫堡的阿爾布雷希特·杜勒的啟發。據Kennedy所說，杜勒作為自畫像先驅者的地位與遊戲中的關鍵主題「藝術家的自我發現」產生了共鳴。索耶还曾表示，安德烈·塔尔科夫斯基导演的苏联电影《安德烈·鲁布廖夫》也为游戏提供了诸多灵感，如情节、美术元素，乃至主角安德里亞斯的职业和名字。
遊戲的藝術風格是三種風格的混合體，包括了中世紀晚期的手抄本、早期印刷品以及從中世紀晚期過渡到現代早期藝術的木刻版畫。索耶認為Kennedy的藝術風格和對概念的興趣對於項目早期的支持至關重要。團隊參考了《紐倫堡編年史》以及J·保羅·蓋蒂博物館和漢庭頓圖書館中的泥金裝飾手抄本尋找靈感。手抄本專家Christopher de Hamel、勞倫斯大學教授Edmund Kern和St. Francis Xavier大學的Winston E. Black擔任遊戲的歷史顧問。
遊戲音樂由Alkemie Early Music Ensemble作曲並演奏。遊戲導演喬許·索耶表示：「(Alkemie是)一個音樂團體，他們做為一個合奏團來作曲和錄音...他們為遊戲貢獻的音樂要麼是嚴格的歷史性的，要麼是受歷史啟發的。」Kristin Hayter 以Lingua Ignota的名義為遊戲作曲了歌曲《Ein Traum》。
微軟於2018年收購黑曜石娛樂，為遊戲帶來了無障礙功能和本地化翻譯的支持，例如具有易於閱讀字體的模式、文本轉語音等功能，以及為非英語的使用者提供的更好的翻譯文本。
黑曜石娛樂於2022年6月在Xbox & Bethesda遊戲展中正式宣布《隱跡漸現》。該遊戲於2022年11月15日在Windows、Xbox One和Xbox Series X/S平台上發行，而任天堂Switch、PlayStation 4和PlayStation 5版本則於2024年2月22日發行。

## 評價
| 汇总媒体             | 得分                         |
| -------------------- | ---------------------------- |
| Metacritic           | PC: 88/100 XSXS: 86/100      |
| OpenCritic（推荐率） | 86/100 88% Critics Recommend |

| 媒体          | 得分        |
| ------------- | ----------- |
| Destructoid   | 9/10        |
| 电子游戏月刊  | [ 16 ]      |
| Eurogamer     | Recommended |
| GamesRadar+   | [ 18 ]      |
| GameSpot      | 6/10        |
| HardcoreGamer | 4/5         |
| IGN           | 10/10       |
| PC Gamer美国  | 88/100      |
| PCGamesN      | 7/10        |
| Shacknews     | 8/10        |
| 衛報          | [ 25 ]      |
| VG247         | [ 26 ]      |

根據評論彙總網站Metacritic的資料，《隱跡漸現》收到了評論家「普遍好評」的評價。
IGN讚揚了遊戲中的時間壓力機制，表示這使遊戲更加緊張並增加了重玩性：「玩家從來沒有足夠的時間去追蹤所有的線索。這樣的緊張感增加了遊戲的魅力，迫使玩家做出了許多有趣的決定。」；Destructoid稱讚遊戲中沒有「最佳路線」，每個決定都有其利弊。GamesRadar+非常喜歡遊戲的設定，感覺它捕捉到了那個時代的焦慮：「可以感受到新時代的開始，無論是仍在辛苦抄寫手抄本的修道士，還是學會閱讀並開始質疑權威的年輕人，大家都在激烈地努力適應這個變化。」； PC Gamer雖然批評了遊戲選擇機制不夠明確，卻喜歡鎮上的角色以及他們在故事中的角色：「超過25年的聊天、共餐……當你想要指控一個可能實際上沒有犯罪的有家庭的男性時，這使得一切都變得更加困難。」
《衛報》對遊戲的寫作風格表示讚賞，稱「對話中滲透著迷人的歷史細節，並由大量的術語詞彙表支持」。PCGamesN對遊戲的節奏感到不滿，稱其「敘述進展非常慢。」；Polygon則讚揚了遊戲的藝術風格，認為這些繪畫「讓本來可能會很枯燥的歷史題材變得有趣和引人注目。」

## 獎項
| 年   | 獎項                   | 類別                                      | 結果 | 參考   |
| ---- | ---------------------- | ----------------------------------------- | ---- | ------ |
| 2023 | 紐約遊戲獎             | Big Apple Award for Best Game of the Year | 提名 | [ 28 ] |
| 2023 | 紐約遊戲獎             | Statue of Liberty Award for Best World    | 提名 | [ 28 ] |
| 2023 | 第19屆英國學院遊戲獎   | 藝術成就獎                                | 提名 | [ 29 ] |
| 2023 | 第19屆英國學院遊戲獎   | 敘事獎                                    | 提名 | [ 29 ] |
| 2023 | 星雲獎                 | 星雲獎最佳遊戲創作獎                      | 提名 | [ 30 ] |
| 2023 | 第23屆遊戲開發者選擇獎 | 年度最佳遊戲                              | 提名 | [ 31 ] |
| 2023 | 第23屆遊戲開發者選擇獎 | 創新獎                                    | 提名 | [ 31 ] |
| 2023 | 第23屆遊戲開發者選擇獎 | 最佳敘事獎                                | 獲獎 | [ 31 ] |
| 2023 | 第23屆遊戲開發者選擇獎 | 最佳視覺設計獎                            | 提名 | [ 31 ] |
| 2023 | 金搖桿獎               | 年度Xbox遊戲                              | 提名 | [ 32 ] |

## 筆記
Pentiment指繪畫作品中復現的、畫家留下的原始創作痕跡。繪畫顏料會隨著時間流逝變得透明，原先所畫的形象往往會在完成後作品的表層下模糊的出現，或者出現翻色現象，稱之為修飾痕。